# 쥬라기 월드 (1994년 영화)
《쥬라기 월드》(Dragonworld, '드래곤월드')는 1994년 개봉한 어린이, 모험 영화다.

## 줄거리
교통사고로 부모를 잃은 다섯 살 소년 조니 맥고완은 스코틀랜드에 있는 할아버지의 성으로 이사 가게 된다. 할아버지 영지 안에 있는 마법의 소원 나무에서 조니는 친구를 소환하는데, 그 친구는 아기 드래곤이었고 조니는 그 드래곤에게 "야울러"라는 이름을 붙여준다. 15년의 시간이 흐르는 동안 둘은 함께 성장하고, 할아버지는 세상을 떠난다. 어느덧 다 자란 야울러는 다큐멘터리 영화 제작자 밥 암스트롱과 그의 딸 베스, 그리고 조종사 브라우니 맥기가 발견하게 된다. 명예와 돈에 눈이 먼 밥은 조니를 설득해 야울러를 지역의 부패한 사업가 레스터 맥킨타이어에게 "임대"해준다. 성에 부과된 세금을 해결하고 싶은 마음과 베스에게 점점 더 커져가는 호감 때문에 조니는 결국 야울러를 보내게 된다. 그러나 야울러는 자신을 위해 지어진 유원지에서 불행하게 지내며 괴롭힘을 당하고, 맥킨타이어가 야울러를 이용하려 했다는 사실이 명확해지자 조니는 새로운 친구들과 함께 야울러를 구하기 위한 행동에 나선다.

## 출연
| 역할              | 배우 기존       | 한국어 더빙 |
| ----------------- | --------------- | ----------- |
| 조니 맥가원       | 앨러스터 매켄지 |             |
| 조니 맥가원 (영)  | 코트란드 미드   |             |
| 미스 트위미팅햄   | 재닛 헨프리     |             |
| 짐꾼              | 스튜어트 캠벨   |             |
| 베스 암스트롱     | 브리트리 파월   |             |
| 밥 암스트롱       | 존 캘빈         |             |
| 레스터 매킨타이어 | 존 우드빈       |             |
| 브라우니 맥기     | 짐 덩크         |             |
| 부인 코즈구로부   | 릴라 케이       |             |
| 앵거스 맥가원     | 앤드루 카이어   |             |